# Astrid Stampe Feddersen
Astrid Stampe Feddersen, également connue sous le nom d'Astrid Stampe (19 décembre 1852 – 16 avril 1930), est une militante pour les droits des femmes danoise.

## Biographie
Née à Christinelund, près de Vordingborg, Astrid Stampe a pour ascendance une famille noble. Ses professeurs particuliers, ses études à Copenhague et ses voyages à but éducatif lui fournissent un capital culturel. Elle apprend le suédois, le français et l'anglais, mais pas l'allemand, en raison de la Première guerre de Schleswig, qui oppose le Danemark à la Prusse. Son mari Gustav Feddersen soutient son engagement féministe et son appartenance au chapitre de Copenhague du Dansk Kvindesamfund, l'organisation féministe danoise. Elle y siège de 1883 à 1887 et participe activement au combat pour les droits des femmes ; elle permet aussi à l'association d'élargir son influence aux provinces. Elle écrit deux essais : Kvindesagen en 1886 et Kan Kvindesagen og Sædelighedssagen skilles ad? en 1888.
Astrid Stampe prend part au combat contre la prostitution et joue un rôle majeur dans la lutte pour l'égalité entre les sexes et une meilleure reconnaissance de la femme – qu'elle soit mariée ou célibataire – dans la société.
À partir de 1895, elle contribue à créer un mouvement régional de soutien de ses idées à Ringkøbing et Holstebro. En 1903, elle est élue au conseil du Dansk Kvindesamfund, dont elle devient ultérieurement la vice-présidente,. En 1906, la militante participe à la préparation d'un projet de loi visant à apporter d'importantes améliorations dans la vie des mères célibataires et de leurs enfants. En 1914, elle préside la première réunion scandinave sur les droits des femmes. En 1916, elle soutient la cause des femmes en Islande, co-fondant la Danish-Icelandic Society.